# アーモンドアイ
アーモンドアイ（欧字名:Almond Eye、2015年3月10日 - ）は、日本の競走馬・繁殖牝馬。
2018年、2020年のJRA賞年度代表馬、2018年の最優秀3歳牝馬、2020年の最優秀4歳以上牝馬である。2023年、史上35頭目となるJRA顕彰馬に選出。九冠女王と呼ばれた。

## 概要
2006年のエリザベス女王杯（GI）を優勝した牝馬のフサイチパンドラと、2012年から2013年にかけてGI級競走を6勝した牡馬のロードカナロアの間に誕生した鹿毛の牝馬である。2017年8月、新潟競馬場の新馬戦でニシノウララに敗れて2着となるも、10月の未勝利戦から、2019年3月のドバイターフまで7連勝。この間に、史上5頭目の牝馬三冠を達成、ジャパンカップを世界レコードと広く認識されている記録よりも速いタイムで走破し優勝した。4歳時の2019年は、ドバイターフ、天皇賞（秋）優勝。5歳時の2020年は、ヴィクトリアマイル、天皇賞（秋）、ジャパンカップを優勝した。
2018年から2020年にかけて、史上5頭目となる牝馬三冠制覇、史上2頭目となる天皇賞（秋）連覇、史上2頭目となるジャパンカップ2勝を達成。ドバイターフとヴィクトリアマイルを加え、日本調教馬として初めて芝GI級競走9勝を挙げた。2019/20シーズン、2020/21シーズンの香港競馬年度表彰で最優秀外国調教馬を受賞、ドバイでも2019年、2020年の最優秀競走馬を受賞した。また日本調教馬として初めて総獲得賞金が19億円に達し、日本馬の最多獲得賞金でもある。2020年TRC世界ランキング1位。
JRA賞の他に、2018年から2020年にかけて3年連続東京競馬記者クラブ賞。また2020年朝日スポーツ賞の受賞は、競馬関係者としては騎手の武豊に続いて2例目、競走馬としては初であった。生まれ故郷の北海道安平町からも町特別栄誉賞を贈呈されている。

## デビューまで

### 誕生までの経緯
フサイチパンドラは、2003年に北海道早来町のノーザンファームで生産された牝馬で、父はサンデーサイレンスである。栗東トレーニングセンターの白井寿昭厩舎に入り、競走馬として21戦4勝、2006年のエリザベス女王杯（GI）、2007年の札幌記念（JpnII）を優勝した。引退後は、故郷のノーザンファームで繁殖牝馬となり、2009年に父シンボリクリスエスの初仔（後のスペルヴィア）を生産。以降、シンボリクリスエス、キングカメハメハ、ハービンジャーと交配し、2014年までに6頭を得た。6頭の成績は、スペルヴィアの中央競馬2勝が最高であった。2014年の交配では、供用初年度である新種牡馬のロードカナロアが相手として選ばれた。
ロードカナロアは、2008年に北海道新ひだか町のケイアイファームで生産された牡馬で、父はキングカメハメハである。栗東トレーニングセンターの安田隆行厩舎に入り、競走馬として19戦13勝。2012年から2013年にかけてスプリンターズステークス（GI）並びに香港スプリント（G1）を連覇、さらに2013年の高松宮記念（GI）、安田記念（GI）も優勝し、2013年にはスプリンターとして初めてJRA賞年度代表馬を獲得した。2013年12月の香港スプリント優勝を最後に競走馬を引退。2014年1月、北海道安平町の社台スタリオンステーションにて種牡馬として繋養された。初年度の種付け料は、同時期に種牡馬に転身した中央競馬クラシック三冠馬・オルフェーヴルの600万円に次ぐ500万円に設定。初年度は、254頭の牝馬に種付けを実施し、翌2015年には180頭の血統登録された仔を得た。

### 幼駒時代
2015年3月10日、北海道安平町のノーザンファームにて、フサイチパンドラの7番仔（後のアーモンドアイ）が誕生する。産まれた仔は、ファームの岸川学繁殖厩舎長によれば「フサイチパンドラの仔は総じて見た目が良く、恵まれた馬体をしていたのですが、その中でも牝馬らしからぬ力強さがあった（後略）」という。何事もなく順調に離乳し、ノーザンファームYearlingにて中期育成が施された。Yearlingの川崎洋史場長は「馬体の良さに加えて、放牧地での動きも良く、運動量も豊富で怪我もしないという、まさに超優等生でした。（中略）精神面も大人びていると思いました」と述懐している。クラブ法人の有限会社シルクレーシングが所有し、愛馬会法人の有限会社シルク・ホースクラブにて、総額3000万円（全500口、1口6万円）で出資会員を募集を実施。1歳春には、美浦トレーニングセンター所属の国枝栄調教師による管理が決定した。同じ頃、初めて仔と対面した国枝は「（前略）いい顔をしていてバランスが良かった」と評している。

シルクレーシングの勝負服

シルクホースクラブのカタログでは、上のような売り文句が附され、五段階の評価では、コース適性「芝」、距離適性「やや短い」、成長「やや早い」と表された。それからノーザンファーム早来に移動して育成が施され、担当した岡真治厩舎長によれば「（前略）育成厩舎に移ってきた当初は華奢で、どこか頼りなさげな印象がありました」。また、人が騎乗するようになった2歳（2017年）春には「（前略）後駆の発達につれて、動きが一気に良くなり、いつしか騎乗歴の長いスタッフが乗っても、押さえるのが大変になっていました」と述懐している。

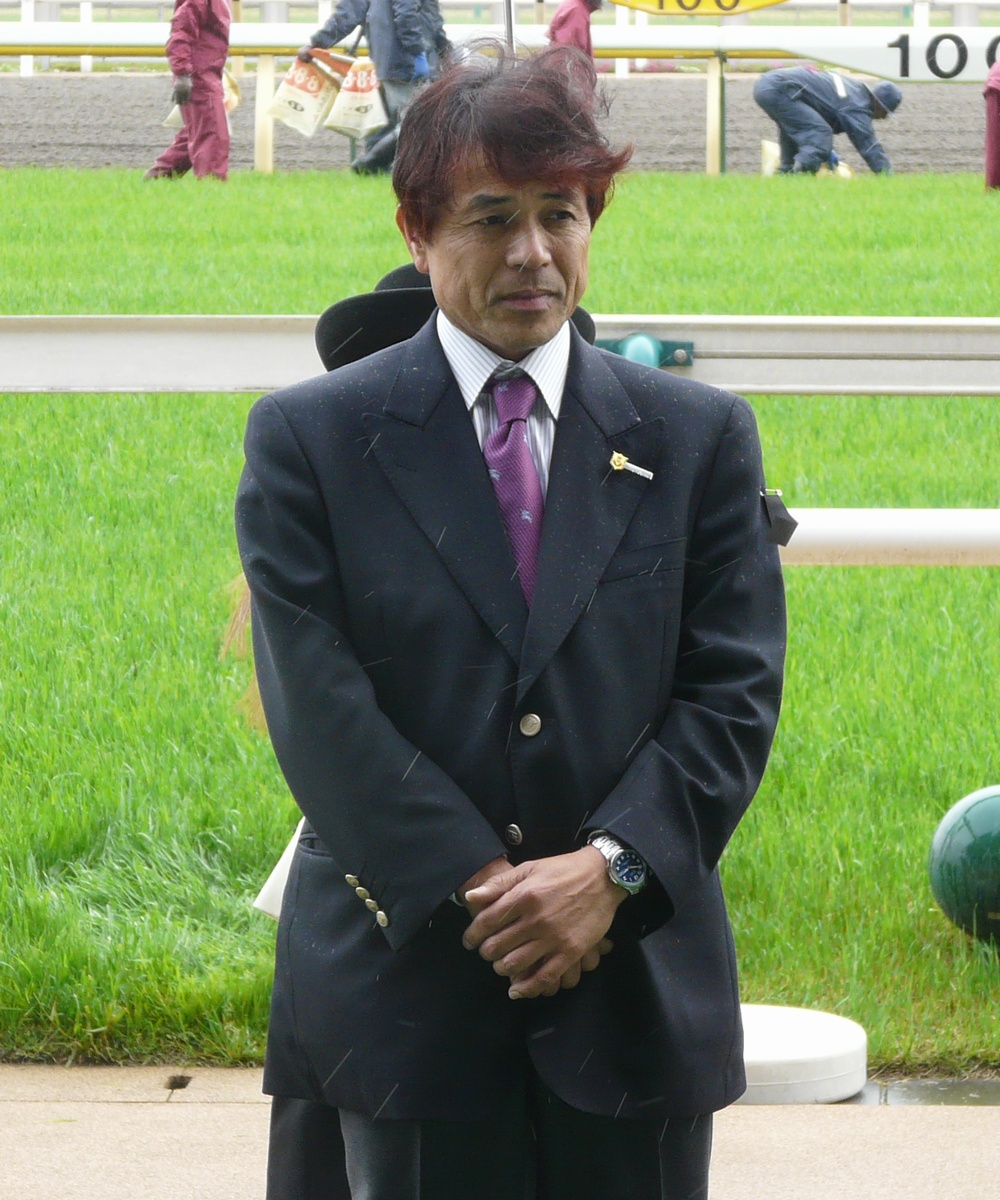
国枝栄

仔には出資した会員により「美しいとされる顔の目の形」を意味する「アーモンドアイ」と命名された。アーモンドアイは、予定通り国枝厩舎に入厩。6月7日には、ゲート試験に合格した。

## 競走馬時代

### 2-3歳（2017-18年）

#### シンザン記念で重賞初制覇
2017年8月6日、新潟競馬場の新馬戦（芝1400メートル）に、クリストフ・ルメールが騎乗しデビュー、単勝オッズ1.3倍の1番人気で出走した。スタートから後方追走となり、最終コーナーを11番手で通過して直線で追い上げるも、2番手から抜け出した4番人気ニシノウララを捕らえることができず、2着。先着したニシノウララに騎乗したのは、見習騎手で負担重量3キログラム減の野中悠太郎であり、野中によれば「（前略）ゴールした後にルメールに『何キロ？』と聞かれて『51キロ』って答えたら『あー、それは届きません』って言っていました」と述懐している。それから10月8日、東京競馬場の未勝利戦（芝1600メートル、牝馬限定戦）に単勝オッズ1.2倍の1番人気に支持されて出走。中団待機から、ルメールが鞭をせずとも抜け出し、後方に3馬身半差をつけて初勝利とした。
続いて目標を阪神競馬場で開催される桜花賞に定め、2018年1月8日、同じ関西の京都競馬場で行われるシンザン記念（GIII）に参戦。主戦騎手のルメールが、騎乗停止となったため、代役として戸崎圭太を立てて参戦。雨が降り、経験のない稍重馬場であったが、単勝オッズ2.9倍の1番人気に推された。スタートで出遅れて、後方から2番手を進み、直線では大外から追い上げを開始。内では逃げたカシアスとツヅミモンが競り合っていたが、それらを差し切り、後方に1馬身4分の3差をつけて入線。2連勝で重賞初勝利となり、2012年に牝馬三冠を果たしたジェンティルドンナ以来となる牝馬のシンザン記念優勝であった。

#### 牝馬三冠

##### 桜花賞
その後は、ノーザンファーム天栄に放牧。目標とする桜花賞にはトライアル競走を用いずに直行することとなり、3月15日に帰厩した。鞍上は、騎乗停止期間が明けたルメールが舞い戻り、4月8日の桜花賞（GI）に出走。前年の阪神ジュベナイルフィリーズ（GI）や、トライアル競走のチューリップ賞など4戦4勝のラッキーライラックが単勝オッズ1.8倍の1番人気、アーモンドアイはそれに次ぐ3.9倍の2番人気であった。

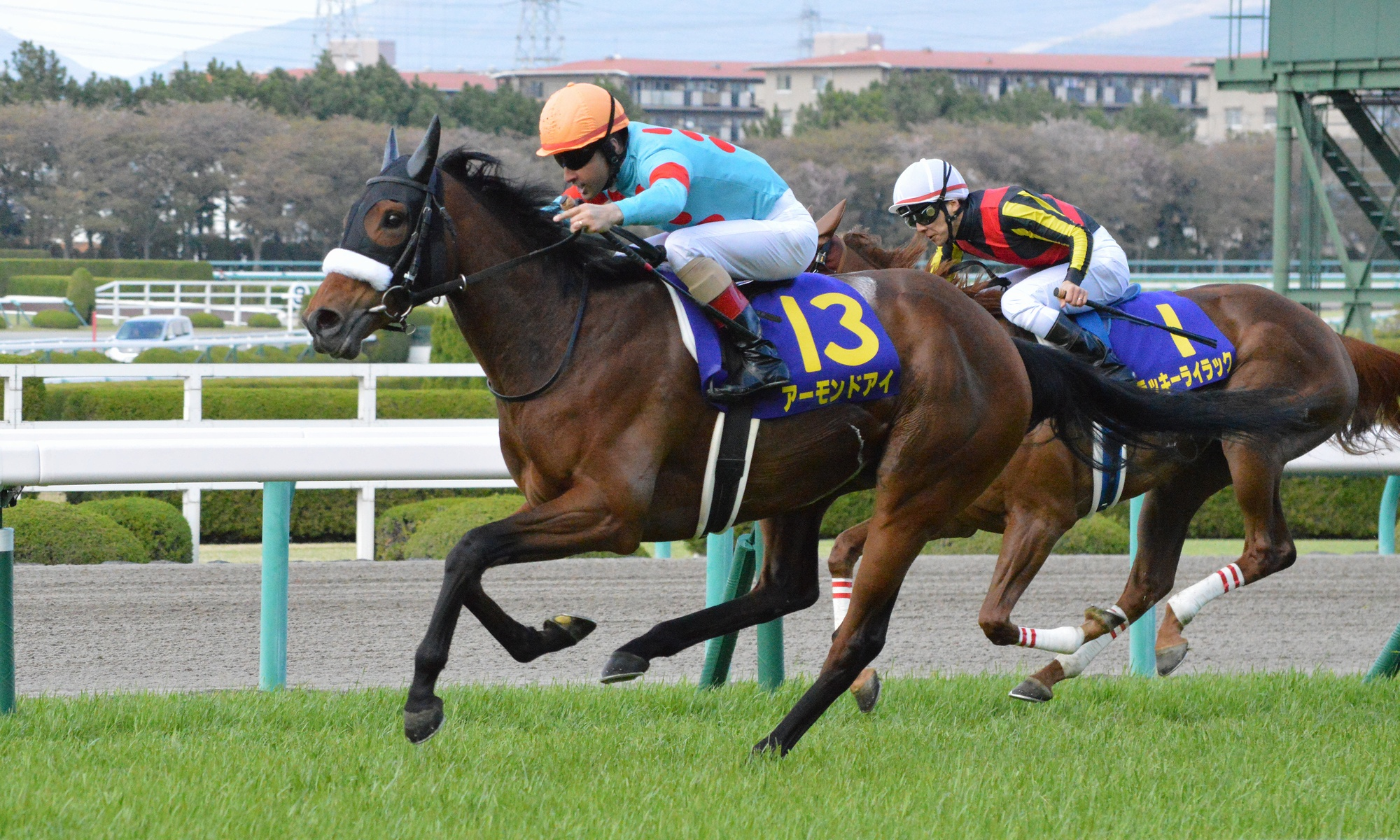
桜花賞

スタートから先行したラッキーライラックに対して、アーモンドアイは後方から2番手に位置。ラッキーライラックが好位に留まり、アーモンドアイは大外に持ち出して追い上げを開始、直線入り口での両者の差は「およそ8馬身」存在した。残り200メートルにて、ラッキーライラックが抜け出し、後方との差を広げにかかっていたが、同じ頃、その「3馬身ほど後ろ」まで迫っていたアーモンドアイが、末脚を発揮。ラッキーライラックを「並ぶ間もなく楽々と差し切り」「アッサリとかわし」、そのうえ1馬身4分の3差をつけて先頭で入線、3連勝でGI初勝利となった。走破タイム1分33秒1は、かつて国枝が管理し、2010年に牝馬三冠を達成したアパパネの持つ桜花賞レコード・1分33秒3を0.2秒更新。ロードカナロアにとっては、初年度産駒からGIおよびクラシック競走優勝馬が誕生した。
この走りにルメールは「アーモンドアイはチャンピオンホース。（中略）僕は何もしなかった。彼女のポテンシャルはすごく高いです。（中略）トリプルクラウンを考えることができると思います。また大きなレースを勝つことができると思います（強調は引用者）」とし、このトリプルクラウンは「三冠宣言」（スポーツニッポン、スポーツナビ）と解された。
この後は、ノーザンファーム天栄に移動して放牧となった。

##### 優駿牝馬（オークス）
5月3日に帰厩、前日に東京競馬場に輸送された。5月20日、優駿牝馬（オークス）（GI）に出走、単勝オッズ1.7倍の1番人気に推された。次いで4.1倍の2番人気には前走下したラッキーライラック、5.5倍の3番人気にはフローラステークス優勝から臨むサトノワルキューレとなり、以上の3頭が単勝オッズ一桁台であった。

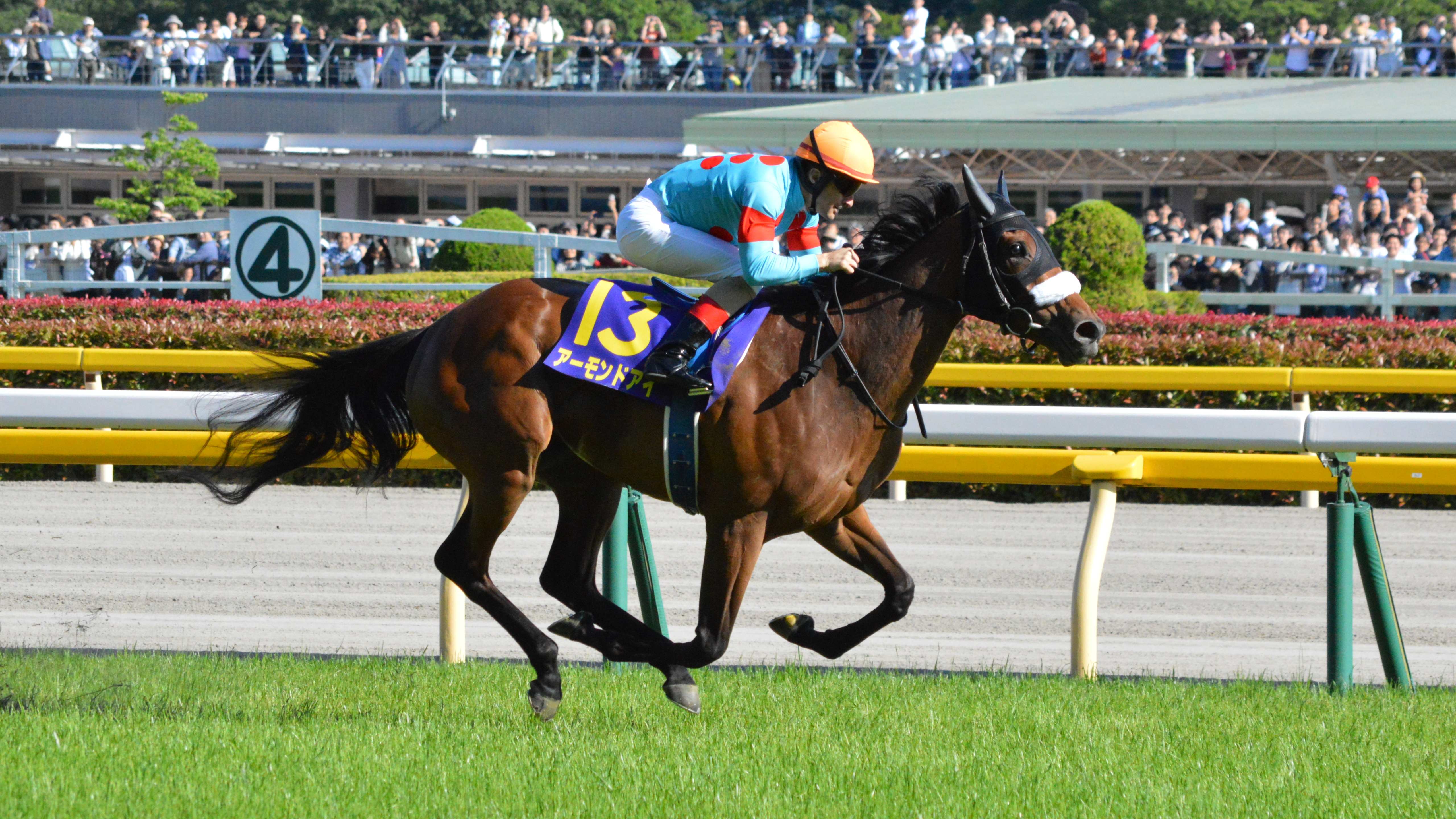
優駿牝馬

他に遅れを取らない「互角のスタート」「好スタート」となって先行。サヤカチャンが逃げる中、第2コーナーを6番手で通過し、同じく先行したラッキーライラックの直後で「マークする形」となった。最後の直線に入ってまもなく、ラッキーライラックの外に並びかけ、残り400メートルで追い上げを開始。サヤカチャンに代わって先頭に立ったリリーノーブルを、残り200メートル地点でかわして突き放して、後方に2馬身差をつけて先頭で入線し、4連勝でGI2勝目。2012年のジェンティルドンナ以来、6年ぶり史上14頭目となる牝馬クラシック二冠を達成した。走破タイム2分23秒8は、そのジェンティルドンナのレースレコードである2分23秒6に次いで優駿牝馬（オークス）史上2番目であった。
ルメールは「2400メートルも問題なかったし、秋華賞の2000メートルも大丈夫そうです。ポテンシャルが高く特別な馬なので、海外でもいけると思います」と述懐。またルメールは、前年をソウルスターリングで勝利しており、史上6人目となる優駿牝馬連覇を達成している。加えて当日は、自身の39歳の誕生日であった。
この後は、ノーザンファーム天栄で放牧。秋は、牝馬三冠の三冠目である秋華賞出走を宣言、そして直行することとなった。

##### 秋華賞
9月12日に帰厩し、10月14日の秋華賞（GI）に出走、単勝オッズ1.3倍の1番人気に推された。続く2番人気のラッキーライラックは7.3倍、それ以下のオッズは二桁以上を示す「圧倒的1番人気」であった。

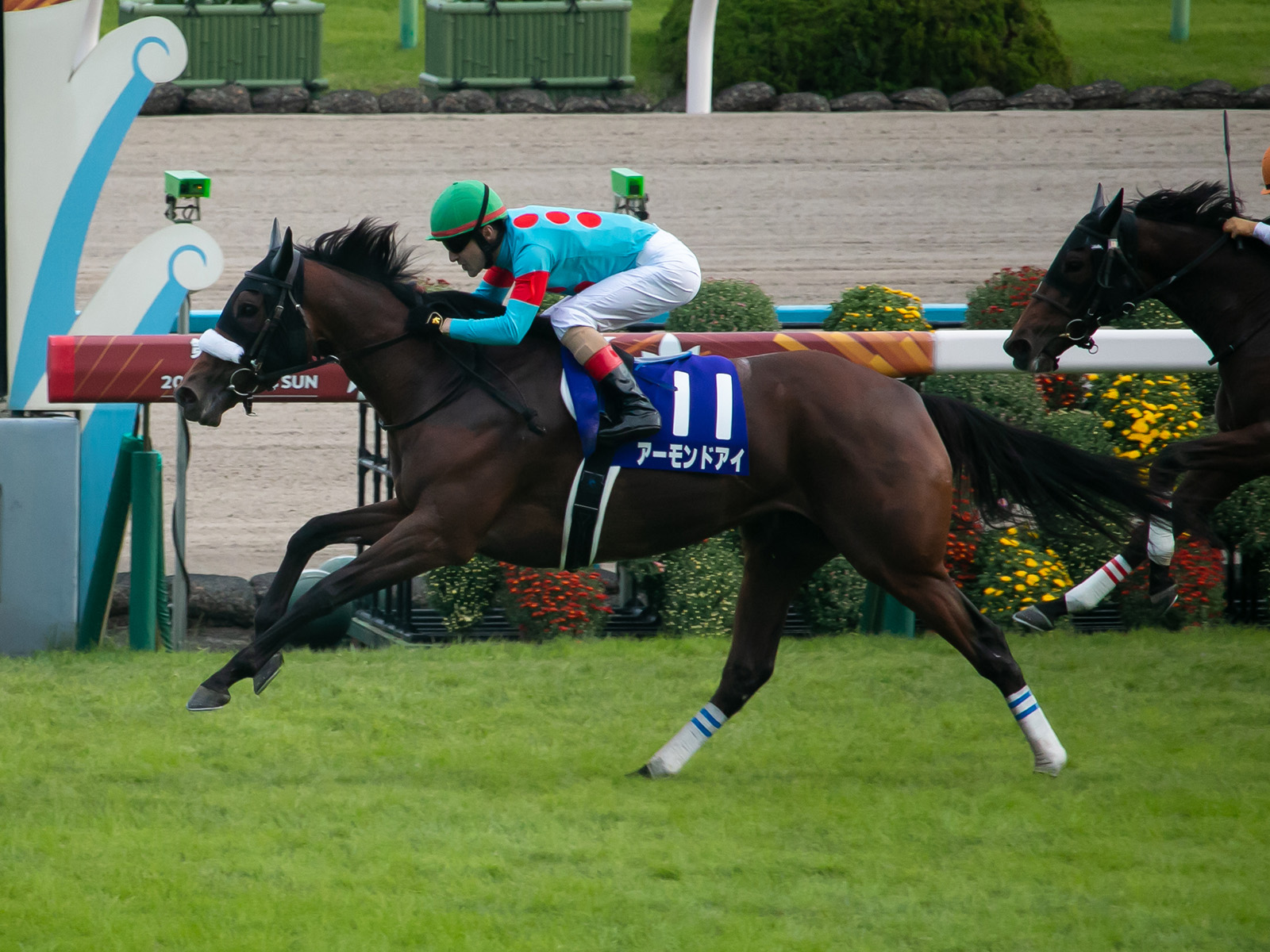
秋華賞

他に半馬身後れをとるスタートから「中団」または「後方」に位置。最終コーナーでも後ろから3番手で通過し、直線では馬場の大外に持ち出していた。逃げた5番人気のミッキーチャームとは「10馬身ほど」の差があったが、残り400メートルにてルメールの合図が送られ「1頭次元が違う末脚」「他馬が止まってみえる〔ママ〕ほど次元の違う末脚」を使って追い上げた。残り150メートルでミッキーチャームをかわして突き放し、後方に1馬身半差をつけて入線。GI3勝目であり、2012年のジェンティルドンナ以来6年ぶり5頭目となる牝馬三冠を達成した。
ルメールは「素晴らしい馬です。三冠を獲れて信じられない気持ちです。（中略）素晴らしい脚で頑張ってくれました。ファンタスティックホースです。（中略）もう少し上のレベルにいけるかは分かりませんが、日本で一番強い馬だと思います。今後も楽しみです」と述懐。またルメールは、前年をディアドラで勝利しており、岩田康誠、浜中俊に続いて史上3人目となる秋華賞連覇を達成している。国枝にとっては、2010年のアパパネ以来二度目の牝馬三冠を達成。中央競馬において、同じ厩舎から2頭の三冠馬が誕生するのは、史上初めてであった。
この後は、ノーザンファーム天栄で放牧となった。

#### ジャパンカップ
11月8日に帰厩し、11月25日のジャパンカップ（GI）に、単勝オッズ1.4倍の1番人気で出走。2番人気、大阪杯優勝馬のスワーヴリチャードが6.5倍。3番人気、GI2勝馬のサトノダイヤモンドが7.1倍。4番人気、菊花賞優勝馬のキセキが9.2倍。5番人気、前年の優勝馬のシュヴァルグランが12.9倍というように、年上のGI優勝馬を上回る評価が与えられた。さらに単勝支持率は、53.4パーセントに上り、2006年に1番人気となったディープインパクトの支持率・61.2パーセントに次ぐジャパンカップ歴代2位の記録となった。

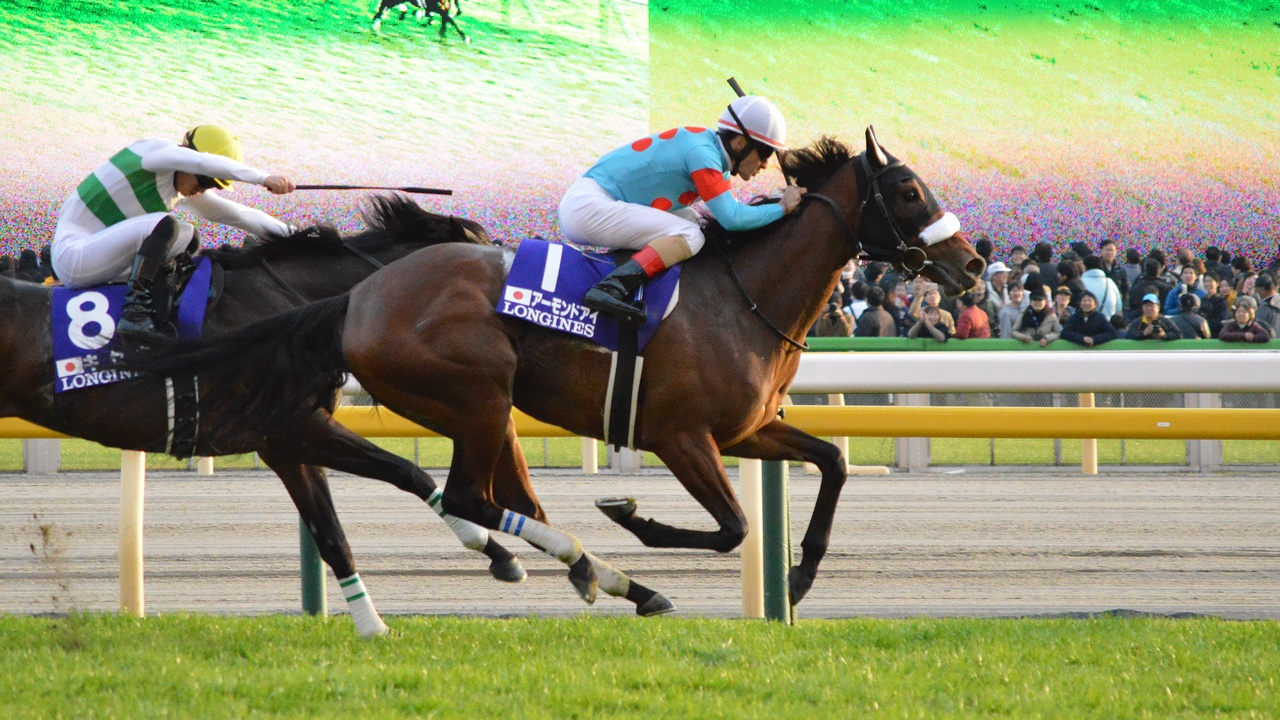
ジャパンカップ（1番・白帽）

1枠1番から先行し、3、4番手で第1コーナーを通過。逃げるキセキに次ぐ2番手を保ち、先頭のキセキが「3馬身ほどのリード」する中で最後の直線に進入した。キセキは、追い出しを始めて後方との差を広げにかかるが、アーモンドアイが手綱を抑えた状態でその背後に位置。残り300メートルにて、キセキの外側に持ち出し、ルメールのステッキ3発に応えて末脚を見せると、キセキを「並ぶ間もなく」「一瞬にして」かわして突き放し、1馬身4分の3差をつけて入線。GI4連勝とした。美浦所属の関東馬としては、2008年のスクリーンヒーロー以来10年ぶり史上5回目の優勝。さらに3歳牝馬としては、2012年（第32回）のジェンティルドンナ以来6年ぶり史上2頭目の優勝であった。加えてルメールにとっては、2009年のウオッカ以来2度目のジャパンカップ優勝であった。
また、走破タイム2分20秒6は、2005年のジャパンカップにてアルカセットが記録し、ジャパンカップレコードおよびコースレコード、日本レコードである2分22秒1を1.5秒更新。1999年のアルゼンチン・カルロスペレグリーニ大賞（G1）にてアシデロが記録し、芝2400メートルの世界レコードと認識されていた2分21秒98を1秒以上更新した。（競走に関する詳細は、第38回ジャパンカップを参照。）
その後は、有馬記念には進まず、ノーザンファーム天栄にて放牧。次走を、招待されていたドバイターフとした。

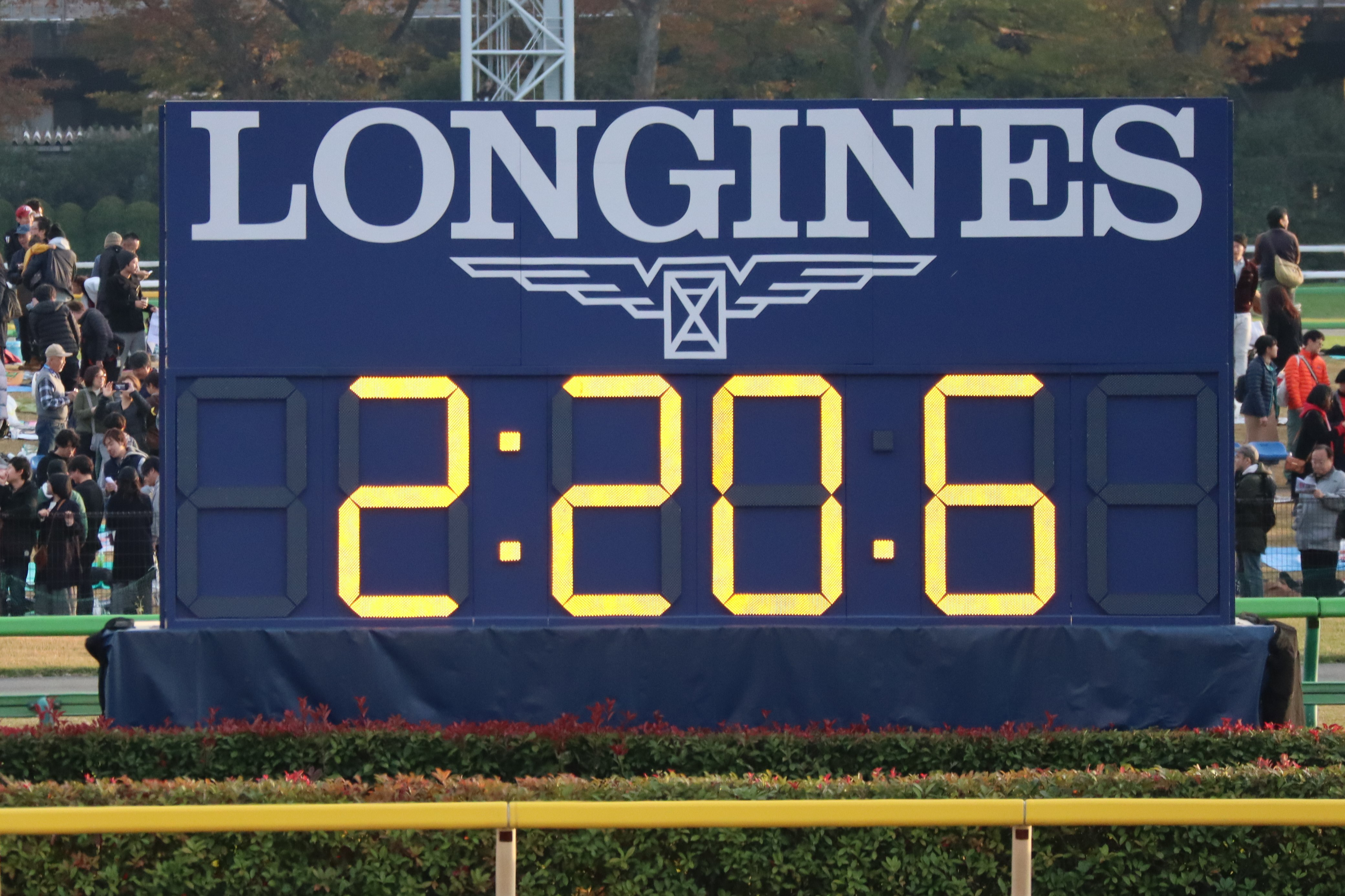
2分20秒6を示すロンジンの時計。

5戦5勝、GI4勝を挙げたこの年のJRA賞表彰では、共に276票を集めて満票でJRA賞年度代表馬、JRA賞最優秀3歳牝馬に選出。JRA賞年度代表馬の満票選出は、2000年のテイエムオペラオー以来2頭目であり、3歳馬および牝馬としては史上初めてであった。併せて、3歳牝馬のJRA賞年度代表馬受賞は、2012年のジェンティルドンナ以来6年ぶり史上2頭目であった。またアーモンドアイとその関係者一同は、東京競馬記者クラブ賞を受賞した。

### 4歳（2019年）

#### ドバイターフ
2月22日に帰厩し、3月13日からトレーニングセンター内の輸出検疫所にて1週間の検疫を実施した。アーモンドアイには「検疫所生活を安心して過ごすため」に、遠征する予定もなく、本来検疫する必要のないキングスヴァリューを、帯同馬として検疫に同行させた。検疫を済ませた3月20日、関東馬の3頭とともに成田国際空港に移動し、エティハド航空9946便で出発した。関西国際空港に経由して栗東トレーニングセンター所属の関西馬の6頭も合流し、同日に出国。翌3月21日にアラブ首長国連邦のアール・マクトゥーム国際空港に到着し、現地に入厩した。3月30日、メイダン競馬場のドバイターフ（G1）に出走。JRAが発売し日本国内独自のオッズでは、単勝1.2倍の1番人気の支持。イギリスのブックメーカーも揃ってアーモンドアイを本命にしていた。
「好スタート」から中団に位置。逃げるイギリス調教馬センチュリードリームとは、5、6馬身差の7番手で最終コーナーを通過した。直線では、外に持ち出して進路を確保。残り300メートルで「軽く仕掛けた程度で」「馬なりのまま」センチュリードリームをかわし、先頭となった。それからアーモンドアイの背後にいたヴィブロス、ロードグリッターズの追い込みを許さず、それらに1馬身以上の差をつけて先頭で入線。GI級競走5連勝となり、2007年アドマイヤムーン、2014年ジャスタウェイ、2016年リアルスティール、2017年ヴィブロスに続いて日本調教馬5頭目のドバイターフ優勝であった。4月2日に帰国し、JRA競馬学校での検疫。4月8日から29日まで、ノーザンファーム天栄で着地検査を受けた。4月17日には、シルクレーシングが凱旋門賞出走のための一次登録をしない旨の声明を発表。ノーザンファーム天栄で放牧し、次走を安田記念とした。

#### 安田記念
5月10日に帰厩し、6月3日の安田記念（GI）に出走、単勝オッズ1.7倍の1番人気に推された。続く3.2倍の2番人気には、同世代のGI優勝馬で6戦5勝のダノンプレミアムが続き、この対決は「二強」と呼ばれていた。

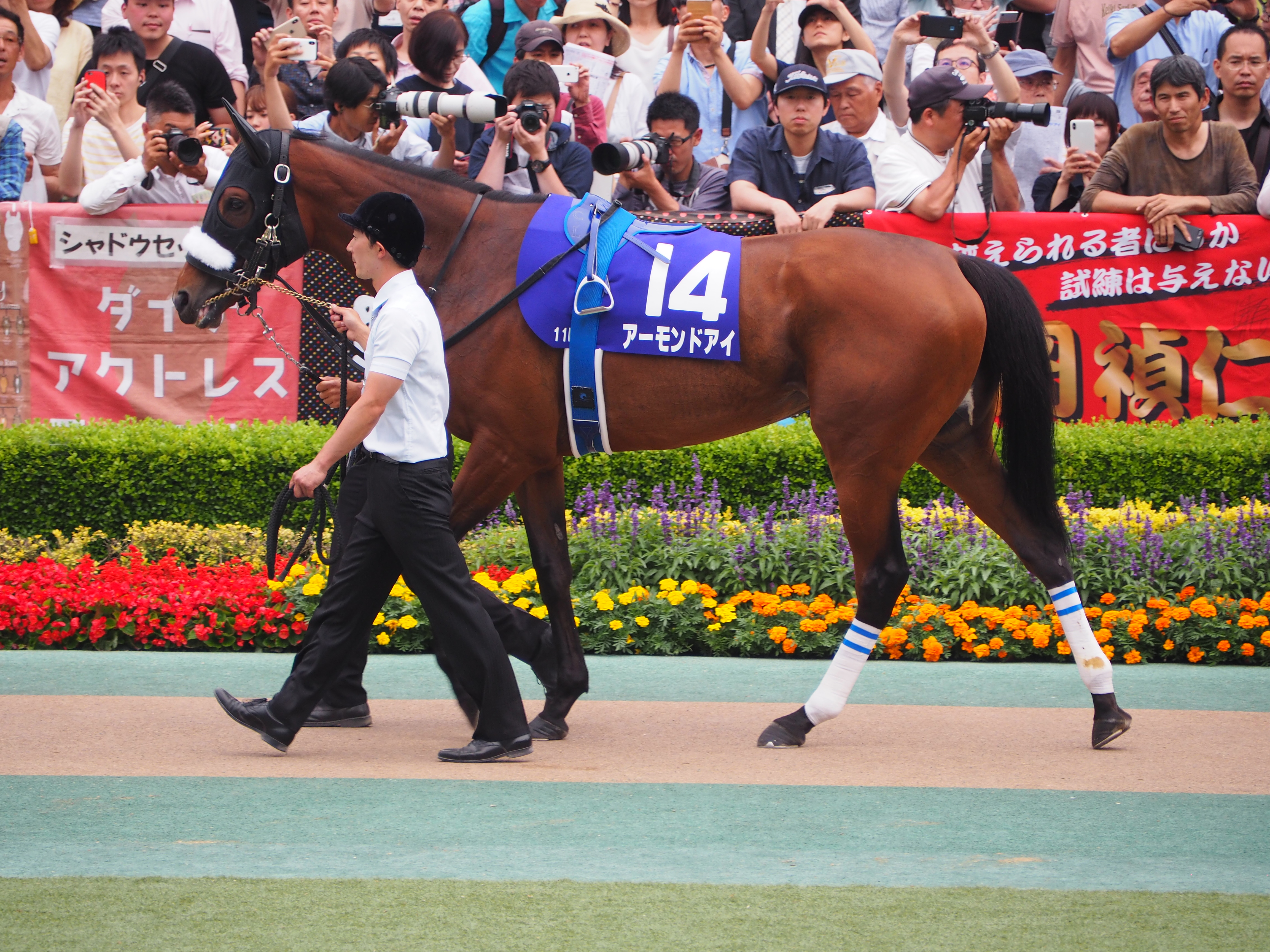
安田記念

アーモンドアイは7枠14番、ダノンプレミアムはその隣の8枠15番のゲートに収まり発馬したが、直後に8枠16番のロジクライが内側に斜行。ロジクライは、二強と14番ロードクエスト、13番ペルシアンナイトの4頭の進路を妨害し、アーモンドアイは後方に位置せざるを得なかった。やがて中団まで位置を上げるも進路を確保できず、直線では外に持ち出して追撃。残り400メートル地点では「先頭から7馬身ほど」の差を縮めたが、先に抜け出していたインディチャンプに、クビとハナ差届かず3着。ルメールはその斜行を「スタートで5馬身ぐらいロスがあった（後略）」とし、国枝も「スタートが全て。上位2頭はスムーズだったから。（後略）」と振り返っている。（競走に関する詳細は、第69回安田記念を参照。）
その後は、ノーザンファーム天栄で放牧。次走を天皇賞（秋）とした。

#### 天皇賞（秋）
9月26日に帰厩し、10月27日の天皇賞（秋）（GI）に出走、単勝オッズ1.6倍の1番人気に推された。3.4倍の2番人気は3歳牡馬のサートゥルナーリア、9.5倍の3番人気にはダノンプレミアムと続いた。出走16頭の内、天皇賞（秋）史上最多となる10頭のGI優勝馬が参戦し、「超豪華メンバー」と評された。またこの競走は、10月22日に即位礼正殿の儀が行われ、新天皇が即位したため「慶祝競走」として実施された。

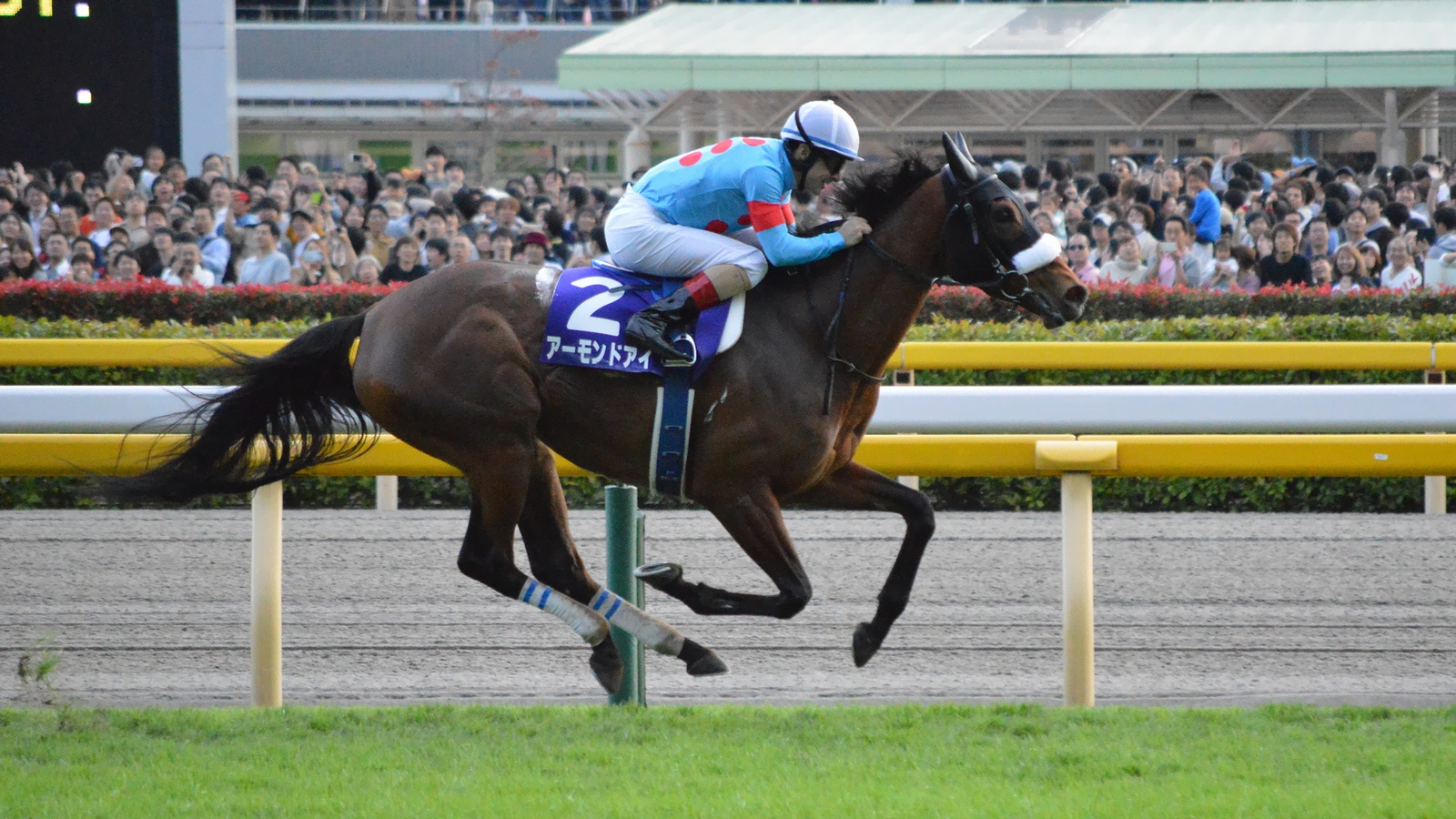
天皇賞（秋）

1枠2番から「好スタート」、最初の第2コーナーではサートゥルナーリアが前に割り込んできたため「つまづくようなそぶり」を見せたが、折り合いを保った。好位の4、5番手に位置し、最終コーナーを通過。直線では前方に、逃げるアエロリットやスティッフェリオ、ダノンプレミアム、サートゥルナーリアが横一列に広がり、進路を塞がれていたが、残り250メートル付近で馬場の最も内側を突いて抜け出した。それからは末脚でもって後方との差を3馬身まで広げ、先頭で入線した。
GI級競走6勝目となり、牝馬としては、2010年のブエナビスタ以来9年ぶり史上16回目の天皇賞（秋）優勝。加えてルメールは、天皇賞春秋連覇、天皇賞（秋）連覇、さらに史上3人目となる天皇賞3連勝を達成した。また、走破タイム1分56秒2は、2011年の天皇賞（秋）でトーセンジョーダンが記録した天皇賞（秋）レコードおよびコースレコード、日本レコードである1分56秒1に0.1秒差まで迫っていた。（競走に関する詳細は、第160回天皇賞を参照。）

#### 有馬記念
その後は、ノーザンファーム天栄に放牧され、11月21日に帰厩。次走を12月13日の香港カップ（G1、シャティン競馬場、芝2000メートル）とし、11月30日に成田国際空港から日本貨物航空203便で出国する計画であった。11月24日からは輸出検疫をこなしたが、出国前日の11月29日夕方に38.5度という「わずかな熱発」「微熱」を発症。「（香港への）輸送とかでぶり返す可能性がある」（国枝）「万全の状態で出走させることは難しい」（シルクホースクラブ）として香港カップを回避した。熱発自体は数日で治まり、12月1日には調教を再開。その後も香港カップの主催者である香港ジョッキークラブから出走の誘いがあったが断り、代わりにファン投票1位となった有馬記念出走を表明した。
12月22日、有馬記念（GI）に単勝オッズ1.5倍の1番人気で出走。中団に位置したが、直線で伸びずに後退。勝利した2番人気のリスグラシューに1.8秒遅れた9着、初めて着外に敗れた。ルメールは「（1周目の）スタンド前で冷静に走れなかった。」と述懐している。（競走に関する詳細は、第64回有馬記念を参照。）
その後は、ノーザンファーム天栄で放牧。次走を前年と同様に、招待されていたドバイターフとした。
JRA賞表彰では、JRA賞年度代表馬選考は全274票中2票、JRA賞最優秀4歳以上牝馬選考は3票に留まり、いずれも選出されなかった。またどちらの部門もリスグラシューが受賞している。また、アーモンドアイとその関係者一同は、2年連続で東京競馬記者クラブ賞を受賞している。

### 5歳（2020年）

#### ドバイ往復 - ヴィクトリアマイル
2月27日に帰厩、3月11日からは検疫をこなして、3月18日に出国した。翌3月19日にアル・マクトゥーム国際空港到着し現地に入厩。出発時点ではCOVID-19の世界的な感染拡大により、無観客競馬として開催されることとなっていた。しかし3月22日にドバイワールドカップ2020組織委員会が「全ての参加者の健康を守るため」に来年への延期を発表、事実上の開催中止となった。引き返して3月29日に帰国し、競馬学校で輸入検疫。明けた後は、ノーザンファーム天栄で移動し調整となり、次走をヴィクトリアマイルとした。

4月30日に帰厩、5月17日のヴィクトリアマイル（GI）に、単勝オッズ1.4倍の1番人気で出走した。続く7.5倍の2番人気は重賞3勝のプリモシーン、9.5倍の3番人気は1歳年下の優駿牝馬優勝馬であるラヴズオンリーユーが続いた。アーモンドアイへの支持は、ブエナビスタやウオッカを上回るヴィクトリアマイル史上最高であった。
「好スタート」から「4番手の好位」または「中団から前め」を追走した。「持ったまま」の状態で直線に向き、残り200メートルにて逃げるトロワゼトワルやサウンドキアラらをかわし、以降は独走。残り100メートルを「ほとんど流して」走り、後方に4馬身差をつけて入線。
GI級競走7勝目となり、中でも芝GI級競走7勝はシンボリルドルフ、テイエムオペラオー、ディープインパクト、ウオッカ、ジェンティルドンナ、キタサンブラックに並ぶ史上最多記録タイ。また、JRA-GI6勝はブエナビスタ、オルフェーヴル、ジェンティルドンナ、ゴールドシップに並び、史上10頭目の記録となった。さらに、この勝利により、ドバイターフを含めると総獲得賞金は14億663万3900円となり歴代7位。牝馬としてはブエナビスタ、ジェンティルドンナ、ウオッカに次いで史上4頭目となる国内獲得賞金10億円突破となった。ルメールにとっては2017年のアドマイヤリード以来3年ぶり、国枝にとっては2011年のアパパネ以来のヴィクトリアマイル優勝であり、いずれも2勝目であった。
その後は、厩舎に滞在したまま調整を実施。次走を中2週で安田記念とした。

#### 安田記念
6月7日の安田記念に、単勝オッズ1.3倍の1番人気で出走した。続く7.0倍の2番人気には、前年の優勝馬で、前年秋にはマイルチャンピオンシップも制したインディチャンプとなり、この2頭がオッズ一桁台の支持を集めた。そのほか、グランアレグリア、ダノンプレミアム、アドマイヤマーズ、ノームコアなどGI優勝馬が出走14頭の内、10頭を占めた「豪華メンバー」であった。
発馬の際、ゲートの中で「前扉に突っ込むような体勢」となり「前にのめるようなスタート」で、他よりも1馬身後れを取った。その後は「中団やや後方」に位置。直線では外に持ち出して追い上げ、残り400メートルから進路を確保して末脚を繰り出そうと試みていた。しかし、これまでのような伸びがなく、2番手まで浮上したものの、好位から抜け出していたグランアレグリアとの差は縮めることができず、2馬身半差の2着。ルメールは「最後も脚は使っている。でも、本来の彼女ならもっといい脚を使うはず」。国枝は「体調は良かった。出遅れたのが敗因」としている。（競走に関する詳細は、第70回安田記念を参照。）
その後は、ノーザンファーム天栄に放牧。次走を天皇賞（秋）とした。

#### 天皇賞（秋）
10月2日に帰厩し、11月1日の天皇賞（秋）に出走、単勝オッズ1.4倍の1番人気に推された。続く4.4倍の2番人気には、この年の宝塚記念優勝馬であるクロノジェネシスであり、この2頭がオッズ一桁台であった。
「好スタート」から、3、4番手の好位に位置。同じく好位のまま最終コーナーを通過し、直線では「持ったまま」の状態で逃げるダノンプレミアムに残り200メートル地点で並びかけた。ルメールにより仕掛けられると末脚を見せて、残り100メートルで抜け出した。外からは2番人気のクロノジェネシス、5番人気フィエールマンが迫ったが、それらに半馬身振り切り先頭で入線。
GI級競走8勝目となり、中でも芝GI級競走8勝は、これまで最多とされていた7勝のシンボリルドルフ、テイエムオペラオー、ディープインパクト、ウオッカ、ジェンティルドンナ、キタサンブラックを上回り、史上最多勝利記録を更新。また、2002-03年のシンボリクリスエス以来史上2頭目の天皇賞（秋）連覇。さらに史上初めて牝馬、内国産馬による天皇賞（秋）連覇。そのうえ、史上初めて東京競馬場開催のみの天皇賞（秋）連覇であった。中距離GⅠ3勝も日本馬の最多記録である（2024年現在）。それから、総獲得賞金は16億1202万9900円に上り、ブエナビスタとオルフェーヴルを抜いて歴代4位。加えてルメールは、保田隆芳以来69年ぶり史上2人目となる天皇賞（秋）3連覇。また、天皇賞5連勝を果たし、自身がこの年の天皇賞（春）で更新した最多連勝記録をさらに更新した。（競走に関する詳細は第162回天皇賞を参照。）
その後は、ノーザンファーム天栄に放牧。次走をジャパンカップとするとともに、引退レースとなることが決定した。

#### ジャパンカップ
11月18日に帰厩し、11月29日のジャパンカップに出走。出走メンバーには、2歳年下で無敗の三冠牝馬であるデアリングタクト、同じく無敗の三冠馬であるコントレイルがおり、史上初めて三冠馬3頭の対決が実現。「夢のようなレース」（内海裕介）と「世紀の対決」（産業経済新聞）と表された。アーモンドアイは、単勝オッズ2.2倍の1番人気の支持。以下、コントレイルが2.8倍の2番人気、デアリングタクトが3.7倍の3番人気と続き、人気の面でも三冠馬3頭が「三強」を形成した。
スタートを決めたが、キセキやトーラスジェミニなどの主張に屈して、4、5番手の好位で追走。背後にはデアリングタクトがおり、マークされる形となった。ハナを奪ったキセキはハイペースの大逃げを展開。その他大勢とは大きな差が生まれ、大勢は変わらないまま最終コーナーを通過した。直線では、デアリングタクトが外に持ち出し、後方に待機していたコントレイルとともに追い上げる一方で、アーモンドアイは、馬群の先頭にいたトーラスジェミニとグローリーヴェイズの間から進出。残り400メートルにて、ルメールの追い動作に反応し、グローリーヴェイズに並びかけて2番手となり、キセキを目指した。残り200メートルにてルメールの鞭に反応し、さらなる反応を見せると、まもなくキセキをかわして先頭となった。追いすがるグローリーヴェイズ、背後から狙ったデアリングタクトとカレンブーケドール、大外に持ち出したコントレイルの追撃を退け、リードを保ったまま先頭で入線。2着のコントレイルに1馬身4分の1差、3着のデアリングタクトに1馬身4分の1+クビ差をつけて優勝した。
GI級競走9勝目となり、芝GI級競走9勝は自身を持つ史上最多記録を再び更新。さらにJRA-GI8勝も、史上最多記録を更新。JRA重賞9勝は、ヒシアマゾンの史上最多記録に並んだ。そのうえ、総獲得賞金は19億1526万3900円は、キタサンブラックの18億7684万3000円を上回り、史上最多獲得賞金記録を更新した。またジャパンカップ2勝は、2012、13年連覇のジェンティルドンナ以来史上2頭目であった。（競走に関する詳細は、第40回ジャパンカップを参照。）

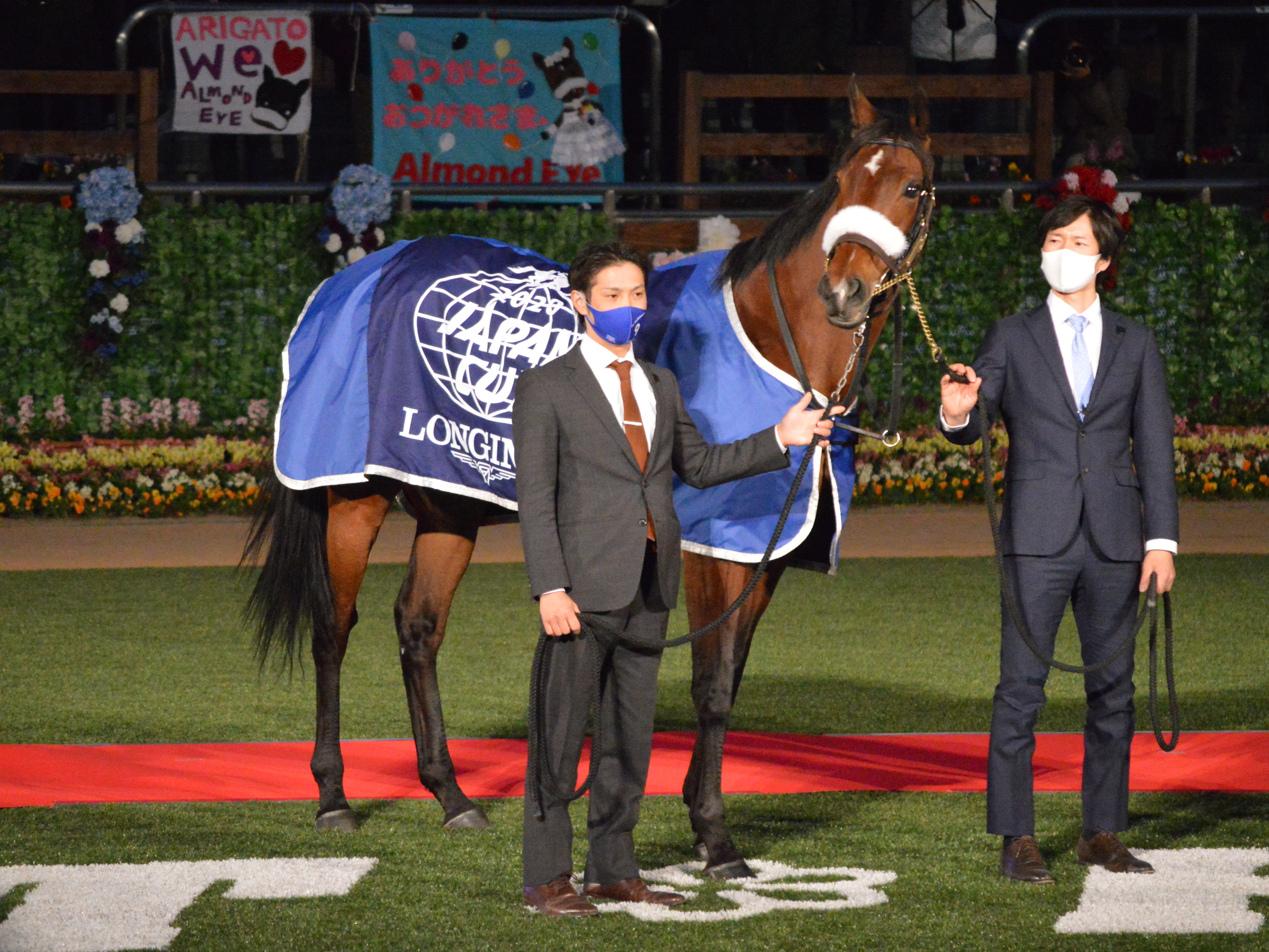
引退式

12月19日、中山競馬場のパドックに約1700人が集まる中、引退式を開催。2020年ジャパンカップ優勝時のゼッケンを着用したアーモンドアイの他に、国枝やルメール、関係者、戸崎、そして三浦皇成（後述）が出席。同日付でJRAの競走馬登録を抹消した。
4戦3勝、内GI3勝を記録したこの年のJRA賞表彰では、全283票中236票を集めてJRA賞年度代表馬に、281票を集めてJRA賞最優秀4歳以上牝馬に選出。JRA賞年度代表馬は、2年ぶり2度目の受賞となった。また、アーモンドアイとその関係者一同として3年連続3回目の東京競馬記者クラブ賞を受賞。さらに、朝日スポーツ賞を国枝とともに受賞。加えて、「多くの人を魅了し、町の名を全国に広めた」ことから生まれ故郷の北海道安平町の特別栄誉賞を受賞した。

## 繁殖牝馬時代
競走馬引退後は、北海道安平町のノーザンファームで繁殖牝馬となった。2021年3月10日、初年度はエピファネイアの初仔を受胎したことが発表されている。2022年1月13日初子となる牡馬が誕生した。
同年2月15日には、モーリスとの交配を実施し、2番仔の受胎を確認した。モーリスとの産駒の牡馬が2023年1月15日に誕生した。
キタサンブラックとの交配を実施し、同年3月16日に受胎を確認した。キタサンブラックとの産駒の牝馬が2024年1月12日に誕生した。なお、本馬にとって牝馬の誕生は初めてのことであった。
イクイノックスとの交配を実施し、同年5月15日、受胎を確認した。

## 競走成績
以下の内容は、netkeiba.comおよびJBISサーチの情報に基づく。
| 競走日     | 競馬場   | 競走名        | 格   | 距離 （馬場） | 頭 数 | 枠 番 | 馬 番 | オッズ （人気） | 着順 | タイム （上がり3F） | 着差           | 騎手        | 斤量 [kg] | 1着馬 （2着馬）        | 馬体重 [kg] |
| ---------- | -------- | ------------- | ---- | ------------- | ----- | ----- | ----- | --------------- | ---- | ------------------- | -------------- | ----------- | --------- | ---------------------- | ----------- |
| 2017.08.06 | 新潟     | 2歳新馬       |      | 芝1400m（良） | 17    | 6     | 12    | 001.30（1人）   | 02着 | R1:24.0（34.3）     | -0.30          | 0C.ルメール | 54        | ニシノウララ           | 472         |
| 0000.10.08 | 東京     | 2歳未勝利     |      | 芝1600m（良） | 15    | 6     | 11    | 001.20（1人）   | 01着 | R1:35.1（33.5）     | -0.60          | 0C.ルメール | 54        | （コスモフェリーク）   | 466         |
| 2018.01.08 | 京都     | シンザン記念  | GIII | 芝1600m（稍） | 11    | 3     | 3     | 002.90（1人）   | 01着 | R1:37.1（34.4）     | -0.30          | 0戸崎圭太   | 54        | （ツヅミモン）         | 464         |
| 0000.04.08 | 阪神     | 桜花賞        | GI   | 芝1600m（良） | 17    | 7     | 13    | 003.90（2人）   | 01着 | R1:33.1（33.2）     | -0.30          | 0C.ルメール | 54        | （ラッキーライラック） | 462         |
| 0000.05.20 | 東京     | 優駿牝馬      | GI   | 芝2400m（良） | 17    | 7     | 13    | 001.70（1人）   | 01着 | R2:23.8（33.2）     | -0.30          | 0C.ルメール | 55        | （リリーノーブル）     | 466         |
| 0000.10.14 | 京都     | 秋華賞        | GI   | 芝2000m（良） | 17    | 6     | 11    | 001.30（1人）   | 01着 | R1:58.5（33.6）     | -0.30          | 0C.ルメール | 55        | （ミッキーチャーム）   | 480         |
| 0000.11.25 | 東京     | ジャパンC     | GI   | 芝2400m（良） | 14    | 1     | 1     | 001.40（1人）   | 01着 | R2:20.6（34.1）     | -0.30          | 0C.ルメール | 53        | （キセキ）             | 472         |
| 2019.03.30 | メイダン | ドバイターフ  | G1   | 芝1800m（良） | 13    |       | 7     | 001.20（1人）   | 01着 | 01:46.780000-       | （-1馬身 1/4） | 0C.ルメール | 55        | （Vivlos）             | 計不        |
| 0000.06.02 | 東京     | 安田記念      | GI   | 芝1600m（良） | 16    | 7     | 14    | 001.70（1人）   | 03着 | R1:30.9（32.4）     | -0.00          | 0C.ルメール | 56        | インディチャンプ       | 484         |
| 0000.10.27 | 東京     | 天皇賞（秋）  | GI   | 芝2000m（良） | 16    | 1     | 2     | 001.60（1人）   | 01着 | R1:56.2（33.8）     | -0.50          | 0C.ルメール | 56        | （ダノンプレミアム）   | 480         |
| 0000.12.22 | 中山     | 有馬記念      | GI   | 芝2500m（良） | 16    | 5     | 9     | 001.50（1人）   | 09着 | R2:32.3（36.9）     | -1.80          | 0C.ルメール | 55        | リスグラシュー         | 486         |
| 2020.05.17 | 東京     | ヴィクトリアM | GI   | 芝1600m（良） | 16    | 6     | 12    | 001.40（1人）   | 01着 | R1:30.6（32.9）     | -0.70          | 0C.ルメール | 55        | （サウンドキアラ）     | 486         |
| 0000.06.07 | 東京     | 安田記念      | GI   | 芝1600m（稍） | 14    | 4     | 5     | 001.30（1人）   | 02着 | R1:32.0（33.9）     | -0.40          | 0C.ルメール | 56        | グランアレグリア       | 488         |
| 0000.11.01 | 東京     | 天皇賞（秋）  | GI   | 芝2000m（良） | 12    | 7     | 9     | 001.40（1人）   | 01着 | R1:57.8（33.1）     | -0.10          | 0C.ルメール | 56        | （フィエールマン）     | 490         |
| 0000.11.29 | 東京     | ジャパンC     | GI   | 芝2400m（良） | 15    | 2     | 2     | 002.20（1人）   | 01着 | R2:23.0（34.7）     | -0.20          | 0C.ルメール | 55        | （コントレイル）       | 490         |

- タイム欄のRはレコード勝ちを示す

## 繁殖成績
|   | 馬名                 | 誕生年        | 毛色 | 父               | 性 | 厩舎           | 馬主                   | 戦績   | 供用 | 出典            |
| - | -------------------- | ------------- | ---- | ---------------- | -- | -------------- | ---------------------- | ------ | ---- | --------------- |
| 1 | アロンズロッド       | 2022年1月13日 | 鹿毛 | エピファネイア   | 牡 | 美浦・国枝栄   | （有）シルクレーシング | 4戦1勝 | 現役 | [ 226 ] [ 227 ] |
| 2 | プロメサアルムンド   | 2023年1月15日 | 栗毛 | モーリス         | 牡 | 美浦・国枝栄   | （有）シルクレーシング | 1戦1勝 | 現役 | [ 237 ] [ 238 ] |
| 3 | アーモンドアイの2024 | 2024年1月12日 | 鹿毛 | キタサンブラック | 牝 | 美浦・木村哲也 | （有）シルクレーシング |        |      | [ 239 ]         |
| 4 | アーモンドアイの2025 | 2025年2月22日 |      | イクイノックス   | 牡 |                |                        |        |      | [ 240 ]         |

- 2025年8月3日現在

## 騎手

### クリストフ・ルメール

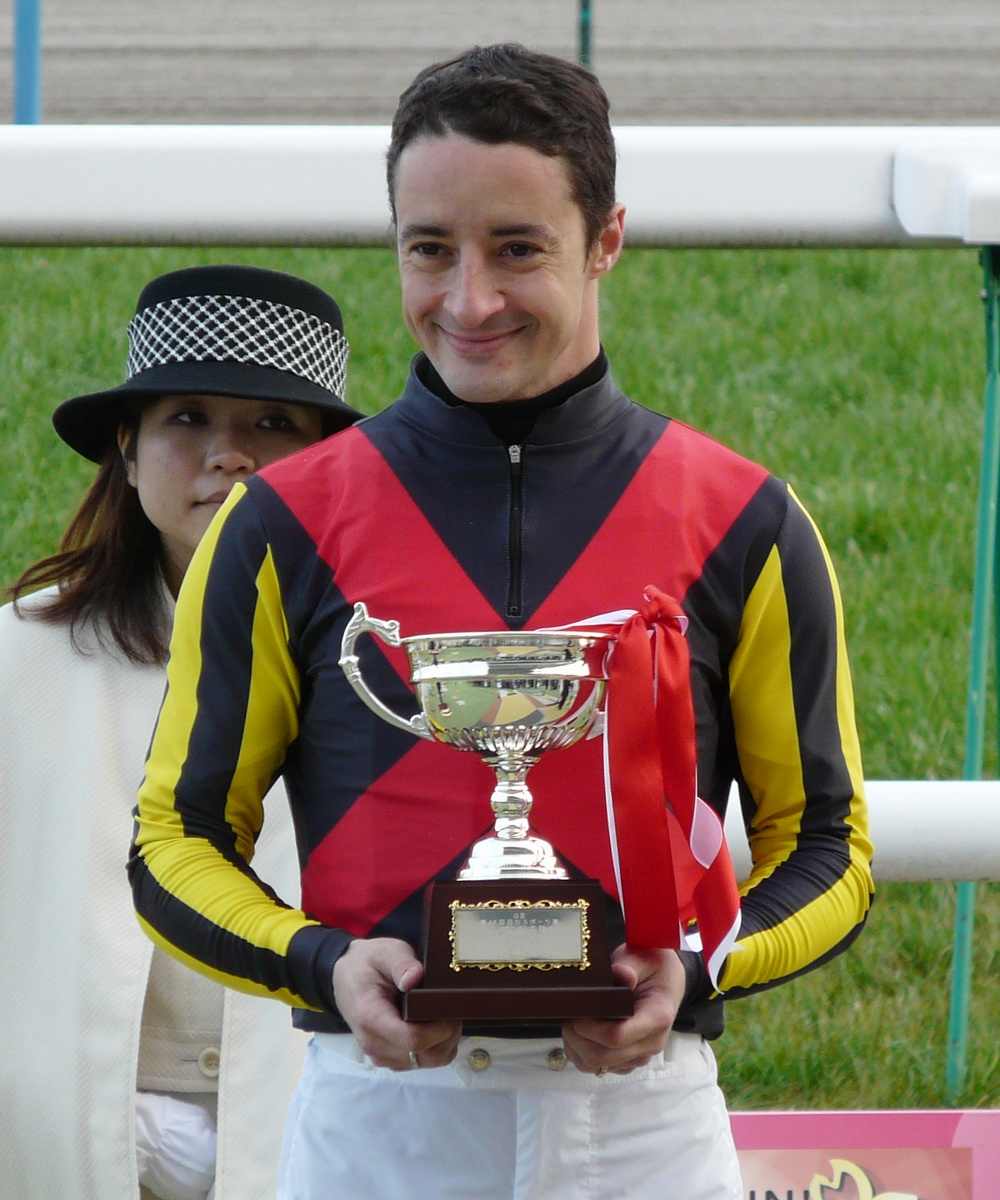
クリストフ・ルメール

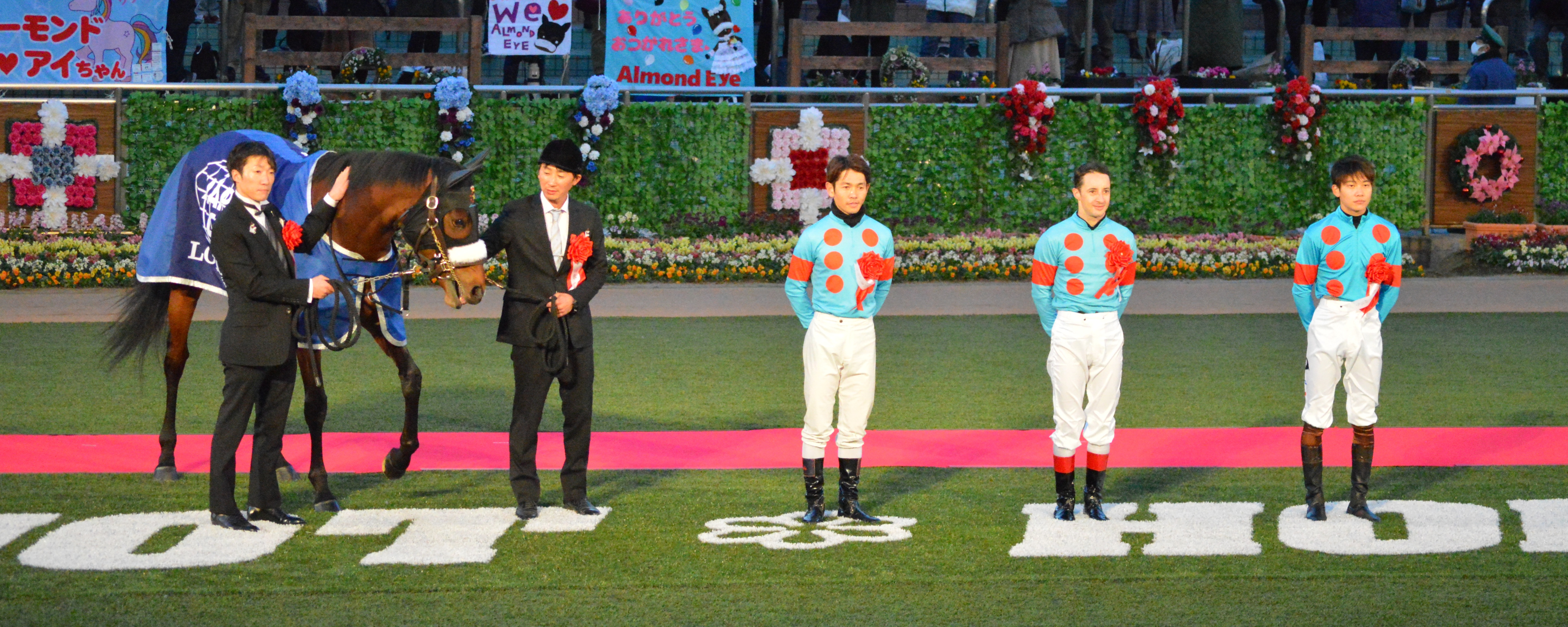
左3人目から戸崎圭太、クリストフ・ルメール、三浦皇成（引退式）

クリストフ・ルメールは、アーモンドアイが出走した15戦中14戦に騎乗。未勝利戦やGI級競走にて合計10回勝利に導いた。「最も印象に残っているレース」として秋華賞（1着）、秋華賞の「次にシビレた」レースとして桜花賞（1着）、「唯一悔いが残ったレース」として1度目の安田記念（3着）を挙げている。
アーモンドアイがデビューする2017年8月、ルメールは札幌競馬場を主戦場としていた。しかし、デビュー当日の8月6日は、レパードステークス（GIII）でエピカリスに騎乗するため、そして「楽しみな新馬（=アーモンドアイ）がいる」（ルメール）ために、新潟競馬場での騎乗を選択している。
2度目、2020年のドバイ遠征では、3月28日に予定されていたドバイターフへの騎乗に向け、3月20日から22日の中央競馬で騎乗してから出国する予定であった。しかし、COVID-19の感染が拡大したことで、UAEへの入国ができなくなることを恐れて、20日から22日の騎乗をキャンセル。当初の予定よりも早い3月18日に出国という決断を下した。ところが、UAE入国後の3月22日に中止が発表。3月24日に帰国するもJRAから14日間の自宅待機が命じられ、それから2週間騎乗できなかった。中止したドバイミーティングと同時期に行われた3月29日の高松宮記念（GI）では、ルメールのお手馬であるグランアレグリア、タワーオブロンドン、モズアスコット、ノームコアが参戦。さらに、その翌週の大阪杯（GI）ではダノンキングリーに騎乗することが決定していたが、日本に居ながらいずれにも騎乗できなかった。

引退式では、アーモンドアイの勝負服を着用して出席、自ら書いた手紙を取り出して3分半にわたるスピーチを行った。スピーチでは、以下のように述べている（一部省略）。

### 戸崎圭太

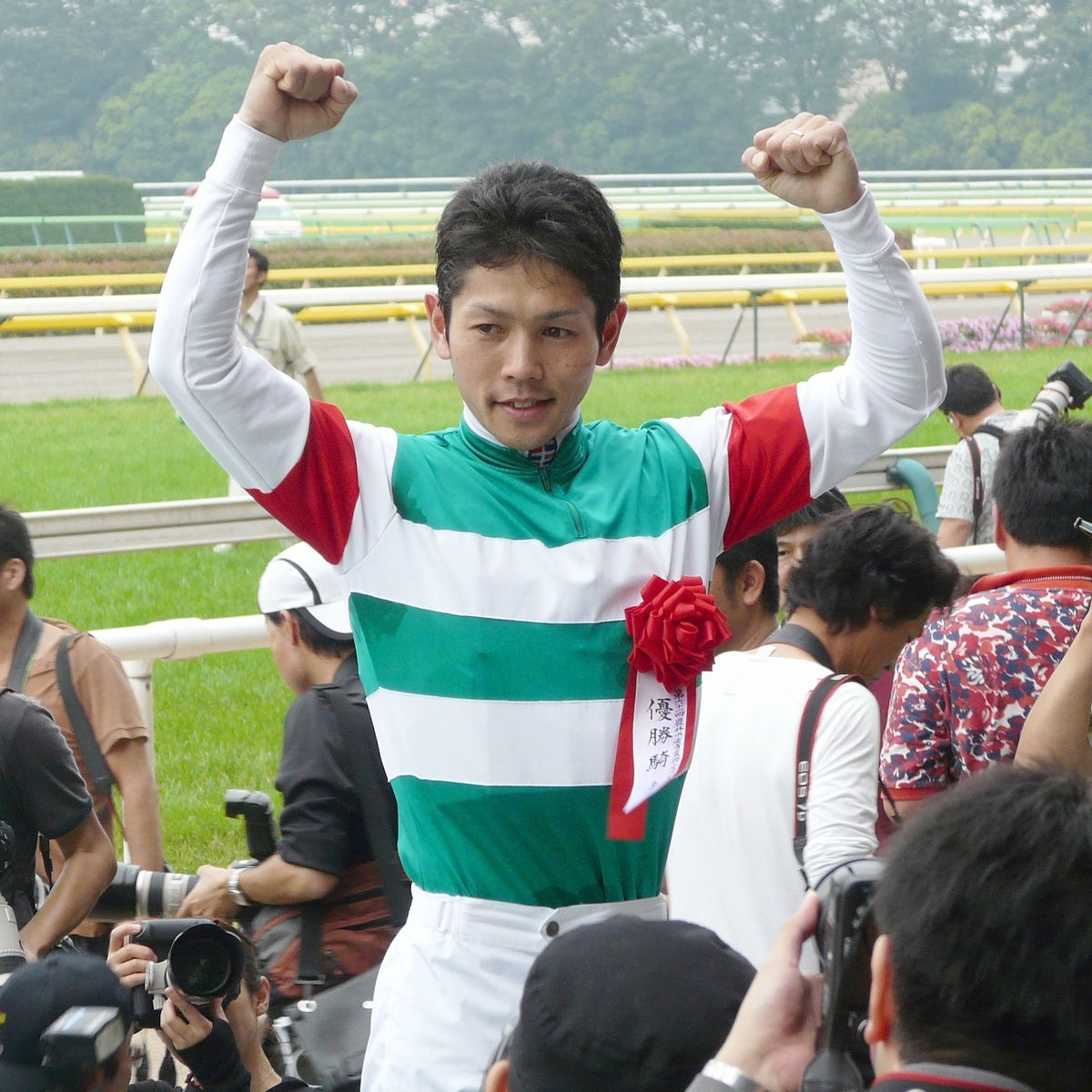
戸崎圭太

戸崎圭太は、3歳時のシンザン記念（GIII）に騎乗し、アーモンドアイの初重賞勝利を導いた。
ルメールが2017年12月23日、阪神競馬場の新馬戦（芝2000メートル）にてキタノコマンドールに騎乗した際、決勝線の手前で内に斜行。3頭の進路を妨害し、1月8日から13日までの8日間の騎乗停止処分が下された。そのため、アーモンドアイの参戦する、2018年1月8日のシンザン記念（GIII）は騎乗することができなくなり、代わりに戸崎が起用された。勝利に導いた直後には「（前略）馬場がよくないなかでも、これだけの脚を使えているのは強い馬だと思う。いいパフォーマンスを見せてくれたので、今後が楽しみです」とコメント。加えて牝馬三冠達成後には「言ってしまえば、シンザン記念は誰が乗っていても勝てたかな」とも述懐している。
戸崎とシルクレーシングは、1月6日の中山金杯（GIII）をセダブリランテスで、翌7日のフェアリーステークス（GIII）をプリモシーンで優勝していた。そして、翌々8日のシンザン記念をアーモンドアイで優勝。この勝利でもって両者は、騎手または馬主として共に史上初めてとなる3日連続JRA重賞勝利を達成している。
加えて、戸崎は自身が騎乗したジェンティルドンナとの比較として「どちらも凄い馬だけど、タイプは違う。ジェンティル（ドンナ）は気が強くて“男勝り”という感じ。アーモンド（アイ）は繊細で優しい雰囲気があって“牝馬らしい牝馬”というイメージ（カッコ内補足加筆者）」と評している。

### 三浦皇成

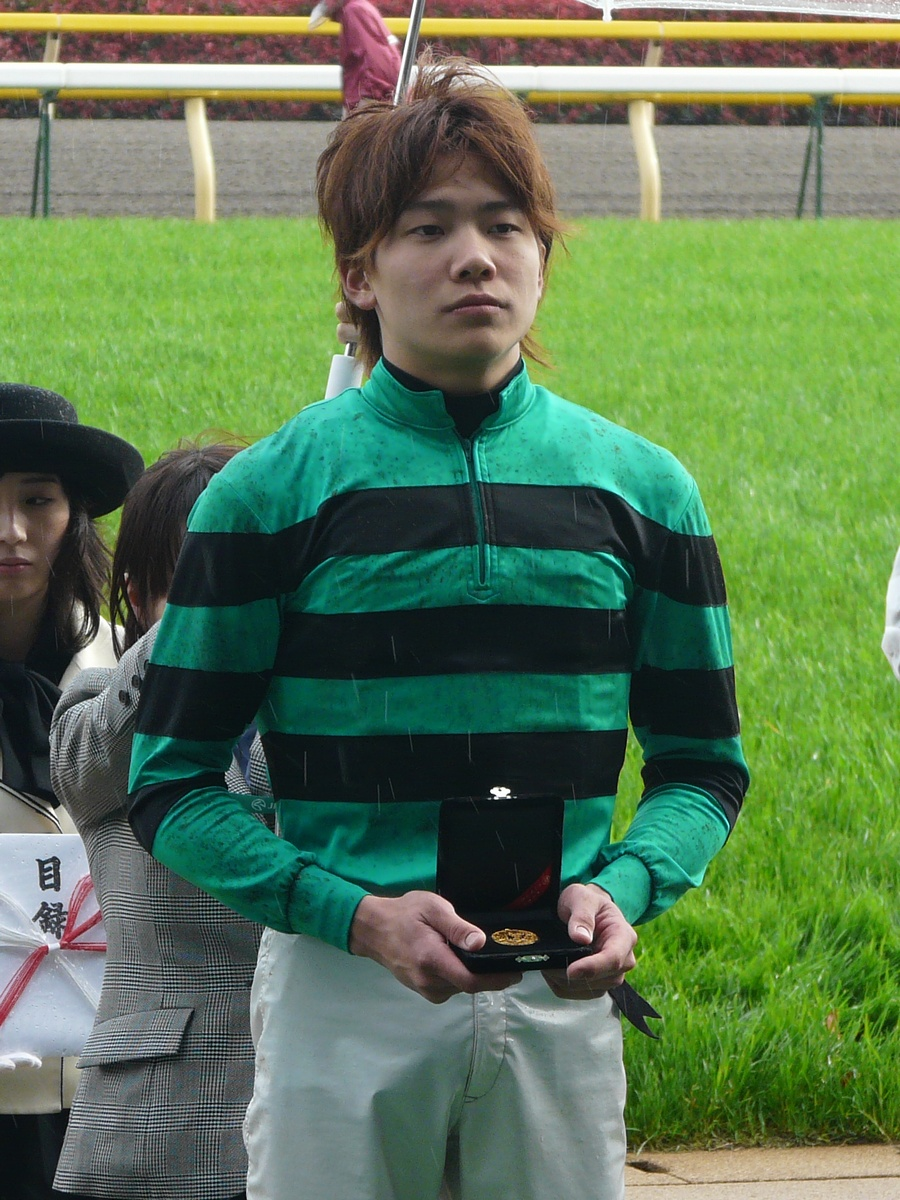
三浦皇成

三浦皇成は、5歳時ヴィクトリアマイル参戦において、その1週間前および当週の調教に騎乗した。
美浦トレーニングセンターのアーモンドアイが出走する際は、常に栗東所属のルメールが東上して調教に騎乗していた。しかし、2020年4月からヴィクトリアマイルの開催される5月にかけて、政府がCOVID-19の感染拡大に伴う緊急事態宣言を、美浦のある茨城県、栗東のある滋賀県、東京競馬場のある東京都を含む全国に対して発出。同時にJRAは、調教のための美浦栗東間の移動を制限する拡大防止策を展開した。そのため、ルメールが調教に騎乗することができなくなり、ルメールは代役に美浦所属の騎手である三浦を指名していた。ルメールは「僕の直感だけど、（三浦）皇成はアーモンドアイにフィットする（後略）」「コーセイ（皇成）は上手で信頼のできるジョッキーだから任せて大丈夫（後略）」（共にカッコ内補足加筆者）と考え、ヴィクトリアマイル開催3週間前、二人が顔合わせた東京競馬場の競馬開催にて、自ら三浦に調教での騎乗を依頼していた。国枝は、当初は担当の根岸真彦厩務員が騎乗すると考えていたが、三浦の申し出によってその約束の存在を知り、調教での騎乗依頼を実施した。
三浦は、当週の調教（追い切り）に騎乗した直後に「何回か調教パートナーは務めたことがあるので、クリストフ（・ルメール）が乗るイメージで乗った。全てにおいてレベルが高い。日本を代表する牝馬。言葉では言い表せないが、追い切りだけでも乗れたのは素晴らしいことだと思う（カッコ内補足加筆者）」と述べている。
ヴィクトリアマイルでは、単勝オッズ1.4倍の1番人気のアーモンドアイにルメールが騎乗する一方で、三浦は123.8倍の12番人気のトロワゼトワルに騎乗。三浦はアーモンドアイに勝つために逃げの手に出たが、直線でアーモンドアイにかわされ、4馬身半以上差をつけられ4着。ルメールは、優勝後のインタビューで「コウセイ・ミウラ（三浦皇成騎手）に感謝したいです。（中略）すごく良い仕事をしてくれました。コウセイ・ミウラありがとうございました〔ママ〕」と述べている。

## 厩舎

### 国枝栄厩舎

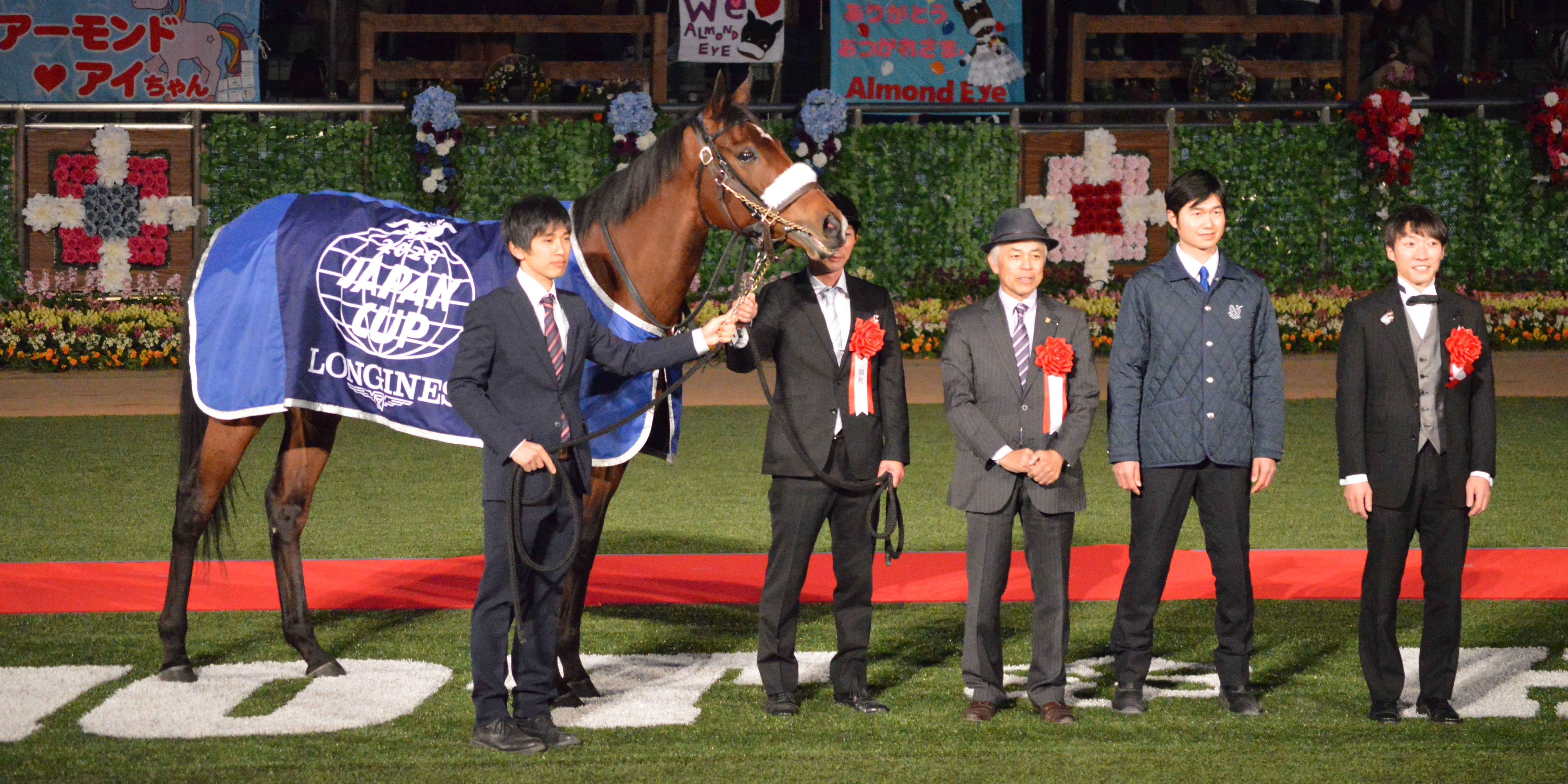

#### 東京優駿（日本ダービー）参戦
桜花賞優勝後、ルメールは国枝に対し、主に牡馬が出走する東京優駿（日本ダービー）でも通用すると進言していた。国枝はダービートレーナーを夢の一つとしており「自分で決められるなら、すぐに払っちゃうけどなあ」と、国枝自身にも東京優駿挑戦の意思が存在した。しかし結局は、牝馬三冠競走の二冠目にあたる優駿牝馬（オークス）の方を選択。出走しなかった東京優駿（日本ダービー）（第85回東京優駿）では、同じ国枝厩舎所属で、アーモンドアイと調教を共にするコズミックフォースが参戦していた。コズミックフォースは、18頭中16番人気の評価だったが、好位から追い上げて、勝利したワグネリアンに半馬身とクビ差の3着。平松さとしによれば、この直後に国枝が「アーモンドアイはこっち（ダービー）だったか……」と漏らしたという。そのうえ「正直、調教でコズミックフォースはアーモンドアイに全く敵いません。そのコズミック（フォース）が3着という事は、アーモンドアイなら勝てたかな?と思っちゃいますね（カッコ内加筆者）」と述懐している。

## 評価

### 獲得賞金
| 位 | 引退時点（2020年） | 引退時点（2020年） |
| -- | ------------------ | ------------------ |
| 1  | アーモンドアイ     | 19億1526万3900円   |
| 2  | キタサンブラック   | 18億7684万3000円   |
| 3  | テイエムオペラオー | 18億3518万9000円   |

JRAの競走では、15億1956万3000円、UAEの競走（ドバイターフ）で3億9570万900円を獲得、足し合わせた総獲得賞金は、19億1526万3900円である。キタサンブラックを抜いて最多獲得賞金記録を更新し、日本の調教馬として史上初めて獲得賞金19億円超えを果たした。JRAで獲得した15億1956万3000円は、キタサンブラックとテイエムオペラオーに次ぐ3位である。

### レーティング
桜花賞と優駿牝馬、秋華賞、ジャパンカップを優勝した3歳、2018年のロンジン・ワールド・ベストレースホース・ランキング（LWBRR）およびJPNサラブレッドランキングでは、ジャパンカップ優勝時の「124」（Long）が与えられた。これは、牝馬としてはウィンクスの「130」、エネイブルの「125」に次いで世界3位タイであり、3歳牝馬としてはアルファセントーリと並んで世界1位の評価であった。加えて、牡馬などを含めたすべての日本調教馬として首位。さらに、ジェンティルドンナが2012年に記録した「122」を上回り、日本調教牝馬の中で歴代1位の評価であった。
ドバイターフと天皇賞（秋）を優勝した4歳、2019年のLWBRRおよびJPNサラブレッドランキングでは、天皇賞（秋）優勝時の「124」（Intermediate）が与えられた。これは、牝馬としてはエネイブルの「128」、リスグラシューの「126」、ウィンクスの「125」に次いで世界4位の評価であった。さらに日本調教牝馬としては、リスグラシューに次いで2位の評価であった。
ヴィクトリアマイルと天皇賞（秋）、ジャパンカップを優勝した5歳、2020年のLWBRRおよびJPNサラブレッドランキングでは、ヴィクトリアマイルとジャパンカップ優勝時の「124」（Mile,Long）が与えられた。これは、この年の牝馬として世界1位の評価であり、次点のエネイブルやラヴ、マジカル、タルナワなどの「122」を2ポンド上回った。さらに、牡馬などを含めたすべての日本調教馬として首位であった。

## 身体面での特徴

### "追突"
アーモンドアイの特徴として後ろ脚の力強さが挙げられるが、その後ろ脚の充実ぶりが、出走への足かせとなることもあった。走る際には、踏み込んだ後ろ脚が次に踏み出そうとする前脚にぶつけて負傷する「追突」という現象に悩まされていたためである。そこで、担当装蹄師の牛丸広伸がその解決法を模索、アーモンドアイの蹄鉄をデビューから引退までにおよそ30回交換した。牛丸は爪の厚さを「想像できないくらい薄い」と評するなど、落鉄しやすい爪であった。

3歳、シンザン記念優勝後に、追突が主に前脚の爪の上部に起きていることを知った牛丸は、両前脚の内側にエクイロックスを使用して蹄壁を保護。さらに、追突した際の衝撃を減らすために、両前脚に内側部分の角がない蹄鉄を作成して装着させ、桜花賞や優駿牝馬に参戦。牝馬クラシック二冠を果たした。しかしその後、夏休みを挟んで秋華賞を目指すアーモンドアイの後ろ脚は、春よりもさらに発達。再び追突が発生し、右前脚の蹄はエクイロックスによる保護では足りず、出血するまで悪化。一時「出走も危ぶまれるほど」までになり、秋華賞参戦に当たって、国枝は新たな蹄鉄を牛丸に要求した。
牛丸は競走用の蹄鉄として、追突した際の衝撃緩和を担わせるゴム素材を使用した特注かつオリジナルのものを発明し、前脚の蹄に装着。さらに、厩舎では前脚の蹄をワンコと呼ばれるプロテクターを用いて保護した。これにより、秋華賞までに出血を抑えることに成功している。また、優駿牝馬以降は、脚元の保護を目的とする調教用と能力を最大限発揮を目的とする競走用の蹄鉄を使い分けており、秋華賞に向けた調教用の右前脚蹄鉄は、右前脚通常の「U」型ではなく、蹄鉄下部の先端同士を直線で繋げて補強する「O」型の蹄鉄を使用していた。

しかし秋華賞出走5日前には、ウッドチップコースでの調教で再び追突が発生。それを受け、翌4日前の最後の調教（最終追い切り）を、前日と同じウッドチップコースから、追突の可能性が低くなる坂路コースへ調教当日に急遽変更した。終始追突の可能性や蹄の不安があったことから、十分に運動することができないままの状態の出走に、国枝は出来を8割としていたが、秋華賞を優勝、牝馬三冠を達成している。
秋華賞直後のジャパンカップ参戦にあたっては、ノーザンファーム天栄の木實谷雄太が蹄球（蹄のかかと）部分の保護を目的とした新たな調教用右前脚蹄鉄を考案。蹄球との接触を減らすために内側部分を除去し、さらに「O」型ではなく、「U」型の蹄鉄の下部の先端同士を、除去した下部内側を回避するように繋げるというものであった。牛丸によればこの新しい調教用蹄鉄は「この蹄鉄がなかったら調教できていなかったかもしれない」ほどの効果を発揮したという。
秋華賞後のレース用蹄鉄については、追突に配慮して蹄鉄の内側4分の1存在しない「4分の3蹄鉄」を右前脚に装着、4歳の天皇賞（秋）まで使用された。4歳からは身体が成長するにつれて、追突の数も減少。暮れの有馬記念では通常の蹄鉄を装着して出走することが可能となった。5歳となってからは「姿勢や爪の形にあわせる」ために蹄鉄の内側5分の1が存在しない「5分の4蹄鉄」を右前脚に使用している。

## 血統表
| アーモンドアイの血統          | アーモンドアイの血統                                 | アーモンドアイの血統            | （血統表の出典）                | （血統表の出典）  |
| 父系                          | キングマンボ系                                       | キングマンボ系                  | キングマンボ系                  | [ § 2 ]           |
| 父 ロードカナロア 2008 鹿毛   | 父の父キングカメハメハ 2001 鹿毛                     | Kingmambo                       | Mr. Prospector                  | Mr. Prospector    |
| 父 ロードカナロア 2008 鹿毛   | 父の父キングカメハメハ 2001 鹿毛                     | Kingmambo                       | Miesque                         |                   |
| 父 ロードカナロア 2008 鹿毛   | 父の父キングカメハメハ 2001 鹿毛                     | *マンファス Manfath             | *ラストタイクーン               | *ラストタイクーン |
| 父 ロードカナロア 2008 鹿毛   | 父の父キングカメハメハ 2001 鹿毛                     | *マンファス Manfath             | Pilot Bird                      |                   |
| 父 ロードカナロア 2008 鹿毛   | 父の母レディブラッサム 1996 鹿毛                     | Storm Cat                       | Storm Bird                      | Storm Bird        |
| 父 ロードカナロア 2008 鹿毛   | 父の母レディブラッサム 1996 鹿毛                     | Storm Cat                       | Terlingua                       |                   |
| 父 ロードカナロア 2008 鹿毛   | 父の母レディブラッサム 1996 鹿毛                     | *サラトガデュー Saratoga Dew    | Cormorant                       | Cormorant         |
| 父 ロードカナロア 2008 鹿毛   | 父の母レディブラッサム 1996 鹿毛                     | *サラトガデュー Saratoga Dew    | Super Luna                      |                   |
| 母 フサイチパンドラ 2003 栗毛 | 母の父*サンデーサイレンス Sunday Silence 1986 青鹿毛 | Halo                            | Hail to Reason                  | Hail to Reason    |
| 母 フサイチパンドラ 2003 栗毛 | 母の父*サンデーサイレンス Sunday Silence 1986 青鹿毛 | Halo                            | Cosmah                          |                   |
| 母 フサイチパンドラ 2003 栗毛 | 母の父*サンデーサイレンス Sunday Silence 1986 青鹿毛 | Wishing Well                    | Understanding                   | Understanding     |
| 母 フサイチパンドラ 2003 栗毛 | 母の父*サンデーサイレンス Sunday Silence 1986 青鹿毛 | Wishing Well                    | Mountain Flower                 |                   |
| 母 フサイチパンドラ 2003 栗毛 | 母の母*ロッタレース Lotta Lace 1992 栗毛             | Nureyev                         | Northern Dancer                 | Northern Dancer   |
| 母 フサイチパンドラ 2003 栗毛 | 母の母*ロッタレース Lotta Lace 1992 栗毛             | Nureyev                         | Special                         |                   |
| 母 フサイチパンドラ 2003 栗毛 | 母の母*ロッタレース Lotta Lace 1992 栗毛             | Sex Appeal                      | Buckpasser                      | Buckpasser        |
| 母 フサイチパンドラ 2003 栗毛 | 母の母*ロッタレース Lotta Lace 1992 栗毛             | Sex Appeal                      | Best in Show                    |                   |
| 母系(F-No.)                   | Best in Show系(FN:8-f)                               | Best in Show系(FN:8-f)          | Best in Show系(FN:8-f)          | [ § 3 ]           |
| 5代内の近親交配               | Nureyev 5×3 Northern Dancer 5×4                      | Nureyev 5×3 Northern Dancer 5×4 | Nureyev 5×3 Northern Dancer 5×4 | [ § 4 ]           |
| 出典                          | 1. 2. 3. 4.                                          | 1. 2. 3. 4.                     | 1. 2. 3. 4.                     | 1. 2. 3. 4.       |

- 祖母ロッタレースの兄弟にエルグランセニョール、トライマイベスト